# Serbia Centrală

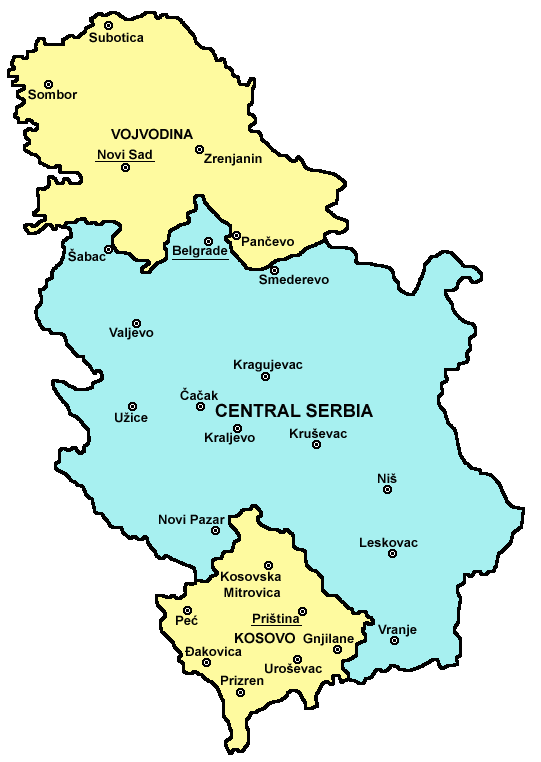
Harta Serbiei cu Serbia Centrală marcată în verde.

Serbia Centrală (sârbă Централна Србија sau Centralna Srbija), cunoscută și ca Serbia Strânsă (Ужа Србија sau Uža Srbija) a fost o regiune sârbă, formată din teritorii neincluse în cele două provincii autonome ale acestui stat (Voivodina și Kosovo) între anii 1945 și 2009. Nu avea niciun statut administrativ și corespundea în cea mai mare parte extinderii teritoriale a Serbiei de dinaintea Războaielor Balcanice (1912-1913).
O dată cu formarea noilor regiuni statistice, în 2009 - 2010, Serbia Centrală a fost transformată în trei noi regiuni statistice: Regiunea Belgrad, Regiunea Šumadija și Serbia de Vest și Regiunea Serbia de Est și de Sud.